# Thyridolepis
Thyridolepis és un gènere de plantes de la família de les poàcies. És originari d'Austràlia. Fou descrit pel botànic australià Stanley Thatcher Blake.
El nom del gènere deriva de les paraules gregues thyridos (finestra) i lepis (escala), al·ludint el seu lema inferior peculiar.
El nombre cromosòmic bàsic és x = 9, amb nombres cromosòmics somàtics de 2n = 18 i 36. 2 i 4 ploides.

## Taxonomia
- Thyridolepis mitchelliana S.T. Blake
- Thyridolepis multiculmis S.T. Blake
- Thyridolepis xerophila S.T. Blake